# Biblioteca comunale di Treviso
La Biblioteca Comunale di Treviso è la biblioteca pubblica del comune trevigiano. Dislocata in numerose sedi, conta un patrimonio di circa 500.000 volumi, tra cui figurano importanti documenti di valore storico (soprattutto locale) e artistico.

## Notizie storiche

### Dalle origini al 1847
La nascita del primo nucleo della biblioteca trevigiana risale al 1769, quando il canonico Giuseppe Antonio Bocchi, tramite lascito testamentario (17 marzo 1769), donò alla città di Treviso la propria raccolta di libri, composta da oltre 1500 volumi. Il canonico Bocchi, erudito, bibliofilo e trascrittore di codici antichi, fu pertanto il primo donatore di quella che sarebbe stata la biblioteca civica di Treviso, anche se i volumi ceduti al Comune furono inizialmente (e a lungo) depositati e conservati presso la Biblioteca Capitolare, gestita dall'allora bibliotecario Rambaldo degli Azzoni Avogaro e frequentata da un esiguo numero di studiosi, perlopiù appartenenti al clero. Il fondo librario comunale fu arricchito nel 1799 dal deposito dei codici di Antonio e Arrigo Scotti da parte del Collegio dei Nobili di Treviso. Nemmeno questa donazione cambiò il carattere ancora "privato" dei fondi di proprietà comunale, che ottennero una certa indipendenza da quelli di proprietà ecclesiastica soltanto dal 1810, anno in cui il canonico Giovan Battista Rossi cedette al Comune la propria biblioteca personale. In questa occasione la città si impegnava ad acquistare la grande raccolta del Rossi (circa 10.500 volumi, di cui 177 manoscritti e 380 incunaboli) in cambio della sua nomina a prefetto della biblioteca comunale, con funzioni distinte da quelle del bibliotecario capitolare. La collezione fu depositata nel 1824 alla Capitolare, dove fu ricavato uno spazio apposito destinato ad accogliere i libri di proprietà civica, tra i quali figuravano, oltre ai volumi donati da Bocchi e Rossi, documenti storici già in possesso del Comune in epoche precedenti. La sede storica della Biblioteca Capitolare cambiò dunque nome e figurò come "Biblioteca Capitolare e Comunale", al cui interno le due istituzioni convivevano pur sotto gestioni diverse. Questa situazione perdurò fino al 1847, quando in Piazza Maggiore, oggi Piazza dei Signori, venne inaugurato il nuovo edificio atto a ospitare la biblioteca: esso sorse, su progetto dell'ingegnere Francesco Bomben, sui resti dell'antico palazzo del Minor Consiglio, demolito a partire dal 1836. Qui vennero trasferiti tutti i documenti e i libri di proprietà cittadina che si trovavano alla Capitolare: da questo momento la Biblioteca Comunale ebbe una sede autonoma e capace di conservare il fondo librario trevigiano in modo indipendente. 

### Dal 1847 al 1932
Gli ambienti della nuova sede di piazza Maggiore si rivelarono ben presto insufficienti a contenere la biblioteca trevigiana: lo spazio per le raccolte librarie risultava sempre più sacrificato man mano che le collezioni aumentavano di volume, soprattutto in seguito ai lasciti di Jacopo Capitanio, che nel 1853 destinò alla biblioteca un cospicuo fondo sulla storia di Venezia, e di Giuseppe Bianchetti, bibliotecario dal 1857 al 1864, che lasciò una collezione di memorie locali. A questo ampliamento dei fondi si aggiunga che parte degli ambienti dell'edificio era stata destinata sin dal 1851 alla conservazione e all'esposizione delle opere della nuova Pinacoteca civica, sorta in seguito al lascito di Margherita Grimaldi Prati. La situazione diventò ancor più precaria quando, nel 1874, la Pinacoteca accolse la donazione del collezionista d'arte Sante Giacomelli: la condivisione degli spazi non era più una soluzione adeguata e pertanto si avviarono dei progetti per trasferire la biblioteca in una struttura più ampia. Nel 1879 venne aperta la nuova sede della biblioteca, ricavata nell'ala est dell'ex convento dei Carmelitani scalzi in Borgo Cavour. I lavori di riadattamento del vecchio edificio furono condotti dall'ingegnere municipale Antonio Monterumici (Treviso, 1846 - 1929). Nello stesso complesso trovarono posto, oltre all'appena fondato Museo Trivigiano, anche il Liceo ginnasio, l'archivio storico e l'Ateneo di Treviso
, la cui sala per le conferenze è oggi la sala di consultazione di manoscritti e libri antichi della biblioteca. Si venne così a formare una sorta di polo culturale cittadino, all'interno del quale le diverse strutture potevano essere gestite, in relazione tra loro, sotto un'unica direzione. Fu l'abate Luigi Bailo, insegnante, grande conoscitore di storia locale, nonché collezionista di pezzi artistici e librari di pregio, ad assumerne la guida per circa cinquant'anni, dal 1878 (anno in cui fu nominato bibliotecario) al 1932, anno della morte. Oltre al ruolo di bibliotecario, Bailo ricoprì anche quello di direttore del suddetto museo, da lui fondato e che ancor oggi è a lui intitolato (Museo Civico "L. Bailo"). Grazie a questo personaggio la biblioteca ampliò largamente le sue collezioni, comprendendo alcuni preziosi codici miniati e un gran numero di manoscritti concernenti la storia della città (alcuni di questi arricchirono l'archivio storico, anch'esso fondato dal Bailo). Fu in particolare negli anni tra il 1894 e il 1911 che furono compiuti gli acquisti più importanti, che obbligarono Bailo e l'amministrazione comunale a disporre un ampliamento architettonico della sede, attuato nel 1905, per poter disporre di maggiori spazi ove depositare i materiali librari. Negli anni successivi non vi furono cambiamenti sostanziali alle collezioni. Fino alla morte, tuttavia, Luigi Bailo portò avanti un lungo lavoro di inventariazione dei beni della biblioteca, lavoro che fu continuato successivamente da Luigi Sorelli, nuovo bibliotecario, e tuttora non ancora giunto a conclusione.

### Dal 1932 a oggi
Nel 1932, alla morte di Luigi Bailo, subentrarono alla guida della biblioteca il direttore Luigi Coletti e il bibliotecario Luigi Sorelli (Treviso, 1882-1961), entrambi attivi fino all'inizio degli anni cinquanta. Negli anni fino allo scoppio della Seconda Guerra Mondiale la biblioteca conobbe un ruolo sempre più centrale nella vita culturale della città: gli utenti della struttura aumentarono di anno in anno e dal 1936, mediante decreto ministeriale, fu possibile il prestito interbibliotecario. Negli anni della guerra il complesso di Borgo Cavour subì seri danni in seguito al bombardamento alleato del 7 aprile 1944: la ricostruzione proseguì fino agli anni '50 e interessò sia le strutture murarie sia gli arredi interni; tuttavia gran parte dei contenuti storici delle collezioni librarie si salvò. Nel 1953 Roberto Zamprogna sostituì Coletti nella direzione della biblioteca. Durante il suo incarico, durato fino al 1976,  su spinta dell’allora assessore Enzo Demattè avvenne l'apertura della "Biblioteca dei ragazzi”,inizialmente chiamata "La curiosa" e inaugurata nel 1969 presso la sede principale. Nello stesso anno i coniugi Maria Calzavara e Natale Mazzolà donarono alla biblioteca comunale la raccolta di autografi foscoliani e di edizioni rare che oggi è conservata nella sede storica di Borgo Cavour. Al termine della direzione Zamprogna, fu Lucio Puttin ad assumere la guida della biblioteca: dal 1977 al 1984 egli contribuì a renderla più fruibile al pubblico e, a conferma di ciò, il numero degli utenti subì un visibile aumento. Nel 1984 fu Emilio Lippi ad assumere il ruolo di direttore della biblioteca, ruolo che egli ricopre tuttora. Molti cambiamenti avvennero negli ultimi trent'anni di storia dell'istituzione cittadina. Nel 1990, a fronte di una quantità sempre maggiore di materiale librario confluente nella sede storica, l'Amministrazione Comunale provvide all'allestimento di un deposito esterno dove far confluire 150.000 volumi. Venne a tal scopo restaurato l'edificio già della Gioventù Italiana del Littorio, comunemente noto col nome di "Gil" o "ex Gil", dove oggi, oltre al deposito, si situa il secondo polo cittadino della biblioteca, denominato "Città Giardino" e aperto al pubblico nel 2005. Questa nuova sede è stata concepita essenzialmente per allargare l'utenza e per fornire nuovi mezzi di conoscenza e informazione (risorse elettroniche e postazioni telematiche) a un pubblico potenzialmente vasto, con esigenze e interessi quanto più diversificati e non limitati alla ricerca e all'approfondimento degli ambiti umanistici, cui la sede di Borgo Cavour è sempre stata, ed è tuttora, dedicata.

## Sedi
La Biblioteca Comunale conta oggi cinque sedi: quella storica di Borgo Cavour, presso la quale fino al 2017 era ospitata anche la Biblioteca dei Ragazzi “Enzo Demattè”, attualmente collocata presso la sede comunale di Palazzo Rinaldi; quella denominata Città Giardino “Andrea Zanzotto”, aperta nel 2005 nell'Edificio ex Gil, non lontano dalla sede di Borgo Cavour; le due sedi di quartiere, in aree periferiche del capoluogo, nelle località San Liberale e Sant'Antonino.

### Borgo Cavour
La sede storica di Borgo Cavour, che ospita la biblioteca dal 1879, presenta al suo interno una sala di consultazione dei cataloghi digitali, ambiente in cui è contenuto anche del materiale librario relativo alla storia locale (consultabile a scaffale aperto), e la sala di lettura, dove possono venire consultati i fondi storici della biblioteca (tra cui manoscritti, stampe e carte geografiche). Oltre ai fondi storici, sono qui conservati parte del materiale moderno (libri dal 1900) e i numeri di tutte le annate di circa 250 tra riviste e periodici storici in possesso alla biblioteca, eccetto quelli dell'anno in corso e di quello precedente, depositati presso l'emeroteca nella sede di Città Giardino, nell'edificio ex Gil. Dal 28 maggio 2022 è stata intitolata ufficialmente allo scrittore trevigiano Giovanni Comisso. 

### Città Giardino

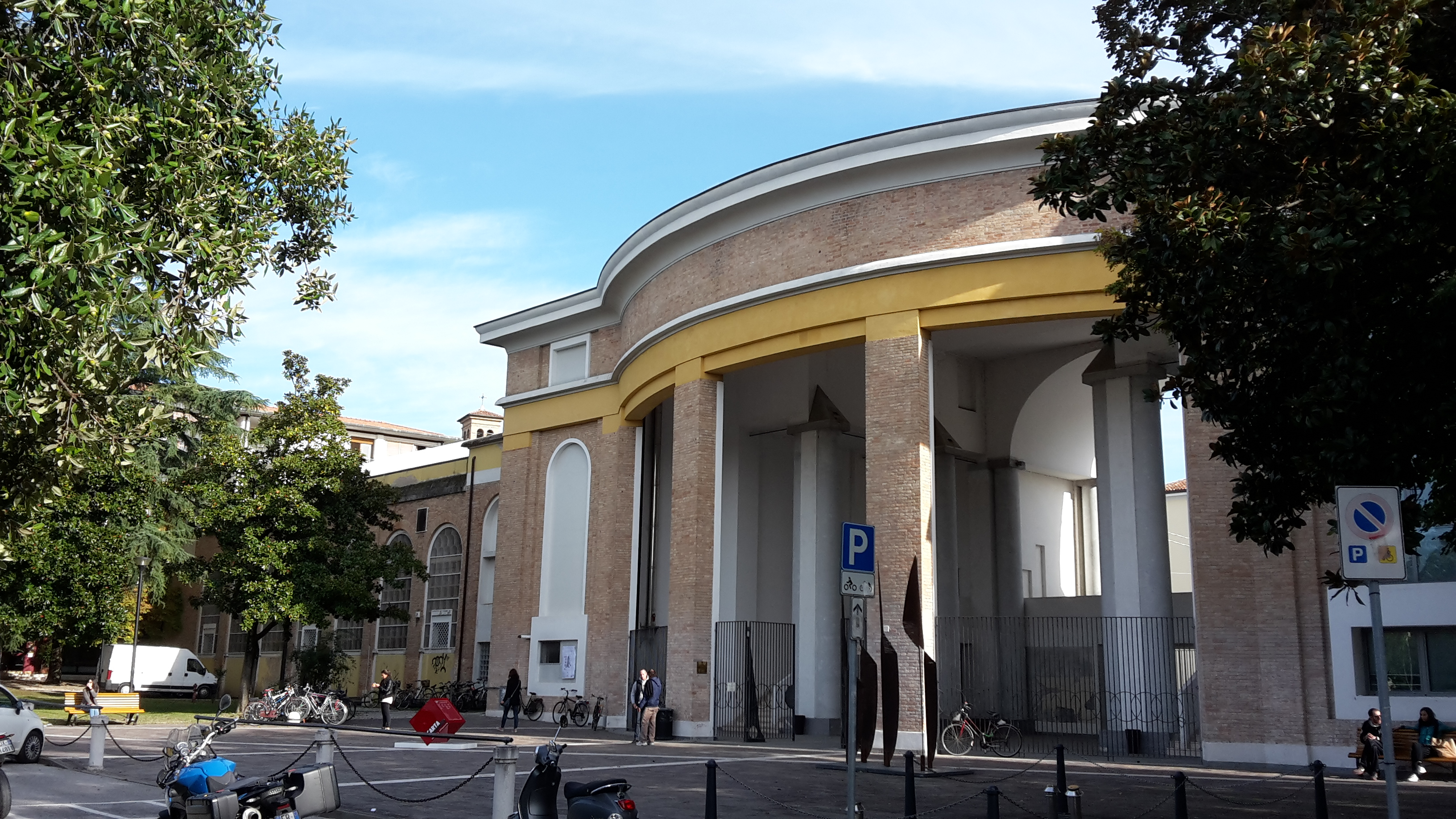
L'Edificio ex Gil, sede della biblioteca "Città Giardino" aperta nel 2005

Ospitata nell'Edificio ex Gil, la sede di Città Giardino è stata aperta nel 2005 dopo un lungo restauro che ha interessato il complesso architettonico da essa occupato. Al pianterreno della struttura è presente un'ampia sala lettura completa di postazioni informatiche dove poter consultare le risorse elettroniche messe a disposizione dalla biblioteca. Vi si trovano inoltre l'emeroteca e la raccolta di libri di narrativa e di guide di viaggio. Al primo piano è invece consultabile, secondo il sistema a scaffale aperto, parte del materiale moderno della biblioteca e le più recenti pubblicazioni riguardanti la storia locale (la biblioteca è titolare del deposito legale per le opere pubblicate in provincia di Treviso). Ai piani più alti dell'edificio sono collocati la direzione e altri uffici amministrativi della biblioteca.
Dal 2016 tale sede è intitolata al poeta e scrittore Andrea Zanzotto.

### San Liberale
Collocata nel quartiere di San Liberale, a ovest del centro cittadino, questa sede periferica dispone di oltre 3000 volumi consultabili a scaffale aperto. I generi presenti vanno dalla narrativa alla saggistica e all'attualità. Si trova inoltre materiale di tipo enciclopedico.

### Sant'Antonino
Posta in località Sant'Antonino, questa sede contiene, oltre a una raccolta di libri di narrativa, una serie di testi delle più svariate discipline mirati all'utenza di studenti delle scuole medie superiori. Tutti i volumi sono consultabili a scaffale aperto.

## Patrimonio
Il fondo manoscritti (oltre tremila opere posteriori al XIII secolo) contiene, tra l'altro, gli statuti del comune medievale e le raccolte di interesse documentario, tra cui gli Acta Communitatis Tarvisii, gli statuti di scuole e di collegi (in particolare quello dei nobili), le cronache e le compilazioni di Bartolomeo Burchiellati, Niccolò Mauro e Domenico Maria Federici. Tra i manoscritti miniati spiccano la Bibbia bolognese del primo Trecento già appartenuta alle monache di San Paolo e l'Ovidio Moralizzato di Pierre Bersuire. Per quanto riguarda gli scritti risalenti al XVIII - XIX secolo, si possono citare i carteggi di Ludovico Antonio Muratori, Apostolo Zeno, Francesco Algarotti e Antonio Fortunato Stella. Vi è inoltre l'Archivio Comisso, donato alla biblioteca dal Rotary Club di Treviso nel 1978, contenente lettere e scritti autografi del noto letterato trevigiano.
Particolarmente interessante è la raccolta foscoliana, donata nel 1969 dai coniugi Mazzolà: essa comprende sedici lettere autografe e duecento edizioni di opere del poeta, molte rare e di pregio, e opere di autori a lui contemporanei.
Le carte geografiche inventariate sono oltre seicento, dal XVI al XVIII secolo. Degni di essere ricordati sono in particolare il portolano di Visconte Maggiolo, del 1549, e l'atlante nautico di Roussin, del XVII secolo. 
La collezione di stampe conta circa 13000 fogli sciolti tra cui bulini dei Sadeler, il Plan de Paris di Louis Bretez e incisioni dei Carracci e dei Remondini.
Circa le edizioni antiche, la biblioteca possiede quasi ottocento incunaboli (molto rari sono il Sant'Agostino sublacense e l'edizione manuziana della Hypnerotomachia Poliphili), molte Cinquecentine, e innumerevoli edizioni del Seicento, Settecento e Ottocento. Tra le raccolte più interessanti di materiale stampato ottocentesco vi è quella ceduta alla biblioteca da Antonio Caccianiga, vasta collezione di opere letterarie straniere (in particolare in lingua francese) ancora integra e costituente un fondo indipendente all'interno della biblioteca.
Il fondo musicale comprende circa cinquemila manoscritti, prevalentemente ottocenteschi. La maggior parte di essi presenta composizioni sacre, mentre quelli relativi a musiche profane, strumentali e per banda sono presenti in quantità minore.
Il fondo fotografico raccoglie una quantità di oltre 5600 esemplari, perlopiù ottocenteschi, di immagini fotografiche relative a Treviso e a numerosi personaggi illustri che rientrano a far parte della storia della città. Il fondo è stato catalogato e digitalizzato nella sua interezza nel 2011. 
La raccolta di quotidiani e riviste conta una quantità di circa 4000 periodici, molti dei quali storici e in molti casi relativi alla storia locale. Circa 250 sono le riviste attualmente acquistate dalla biblioteca e consultabili presso l'emeroteca, mentre i quotidiani acquistati in abbonamento sono il Corriere della Sera, La Repubblica, Il Sole 24 ore, La Tribuna di Treviso e Il Gazzettino.  

### Catalogo
A partire dal 1990, in occasione dell'apertura del deposito esterno, i volumi cominciarono ad essere catalogati secondo il metodo Dewey. I fondi librari moderni pubblicati da quella data sono tutti consultabili sul catalogo elettronico in quanto registrati nell'indice SBN nazionale. Per i fondi acquisiti prima di tale data, oltre al catalogo elettronico (incompleto), si può fare riferimento ai cataloghi cartacei generali: catalogo per autore e titolo delle opere pubblicate fino al 1989 e catalogo per soggetto delle opere pubblicate dal 1970 al 1989. Il fondo manoscritti è in corso di catalogazione. Per quanto riguarda i periodici, esiste un catalogo cartaceo contenente l'intera collezione della biblioteca. Per i periodici tuttora acquistati in abbonamento esiste inoltre un catalogo elettronico consultabile nelle due sedi principali e nel sito della biblioteca. Per i fondi locali esiste un catalogo elettronico contenente le opere pubblicate dal 1990 e due cataloghi cartacei con le opere stampate fino al 1990.